# Girl's High School Students
High School Girls (女子高生, Joshi Kōsei) és una sèrie de TV Anime japonesa del 2006, que és l'adaptació dels comics Manga amb el títol "High School Girls". La sèrie de TV consta de 12 capítols de 24 minuts cadascun. La sèrie és una comèdia que se situa en la vida coticiana de colegiales dins i fora de l'escola de secundària japonesa. Un anime que narra les vides d'Eriko Takahashi (Protagonista i una noia intel·ligent però maldestre), Yuma Suzuki (Una noia deportista i amb dolents resultats als estudis) i Ayano Sato (Una noia molt ingènua i força somia-truites). Allà coneixeran a Akari Koda (Una noia molt moderna) Kyoko Himeji (Una noia madura i oberta al sexe) i Ikue Ogawa (Una noia innocent i força alegre). El mateix any es va fer un joc per a Play Station 2.

## Protagonistes
Eriko Takahashi (高橋 絵里子, Takahashi Eriko)
El personatge principal de la història. Eriko obté bones qualificacions, però és bastant maldestre i gens atlètica (Almenys per fugir de pervertits). Ella tendeix a ser la principal víctima de les accions pervertides (accidentals o no) de Odagiri, encara que ella utilitza aquesta raó per fer xantatge. Sol ser descrita com una tafanera, Eriko tendeix a descobrir pel seu propi peu problemes amb la gent. També és molt voluble. Li espanten les injeccions. Té el cabell castany i els ulls de color vermell.
Yuma Suzuki (鈴木 由真, Suzuki Yuma)
És la millor amiga de Eriko. Són amigues des de la secundària. Les dues van tenir un mal començament, però van descobrir que tenien interessos en común.Yuma porta tenyit el cabell de ros. Ella té una germana petita, Momoka, amb la qual manté una relació conflictiva. És la que més mal geni té del grup, com es pot demostrar al llarg de la sèrie. Té bones habilitats atlètiques, encara que els estudis no són el seu fort. Ella tendeix a ser imprudent, i sempre disposada a divertir-se.
Ayano Sato (佐藤 綾乃, Satō Ayano)
També és amiga de Eriko de la infancia.Ayano és la ingènua del grup. Porta ulleres i els cabells en trenes, el que implica una personalitat innocent, encara que ella té una vívida imaginació, que sovint dona lloc a fantasies pervertides. És l'única que té un nòvio estable (Takanori Shimotakatani), objecte que li serveix com víctima de supòsits atacs d'enveja per part d'alguna de les noies. Té el cabell blau verdós, i els seus ulls són de color blau verdós.
Akari Kouda (香田 あかり, Kōda Akari)
És molt rica i sempre vesteix roba de marca. Kouda aspira a convertir-se en una actriu famosa, amb tota la seva energia per a ser tan escandalosa com sigui possible, per tal de deixar una impressió duradora. Té el costum de vestir amb vestits totalment estranys per cridar l'atenció. Destaca per la seva personalitat egocèntrica i les seves bromes pesades que acaben en acudits verds. Té el cabell blau, sempre recollit amb una cinta elàstica pels cabells, i els ulls blaus.
Kyoko Himeji (姫路 京子, Himeji Kyōko)
Amiga de la infància de Kouda. Kyoko és sovint imprudent en la seva vida sexual, deixant que els nois s'aprofitin d'ella. És catalogada com una "noia fàcil". Solia tenir sobrepès, però el seu amor per Odagiri li va donar l'incentiu per baixar de pes. És una noia molt protectora de Ogawa. Té els pits més grans del grup i és la més alta de totes.Té el cabell castany clar i arrissat i té els ulls verds.
Ikue Ogawa (小川 育恵, Ogawa Ikue)
És la millor amiga de Himeji. El seu pare és propietari d'una farmàcia, i per això sempre se la pot veure amb medicines. Té una aparença d'una nena molt més petita que ella. Les 147 centímetres i el seu "look" la fan passar per una noia encara molt més jove. Té el cabell d'un color blau fosc-negre i els ulls blaus.

## Fitxa tècnica
- Directors:Yasuomi Umetsu i Yoshitaka Fujimoto
- Sèrie de la composició: Hideki Shirane
- Panorama: Hideki Shirane, Michiko Itou
- Storyboard: Yasuomi Umetsu (ED)
- Música: Nota de l'àngel
- Creador original: Towa Oshima
- Disseny del caràcter: Seiji Kishimoto
- Director d'art: Kazusuke Yoshihara

## Episodis
| Episodi | Títiol japonpes                                          | Versió anglesa                                   | Data d'emissió     |
| ------- | -------------------------------------------------------- | ------------------------------------------------ | ------------------ |
| 1       | 女子高生はバカである。                                   | High School Girls Are Idiots                     | 3 d'abril 2006     |
| 2       | 身体検査は乙女の恥じらいの薫り。                         | Physical Exams... The Scent of a Woman's Shyness | 10 d'abril 2006    |
| 3       | 恋して、ダマして、ラブホテル?                            | Love, Deception, and a Love Hotel?               | 17 d'abril de 2006 |
| 4       | 祝!咲女はいまだにブルマーです。                          | Hooray! We Still Wear Bloomers At Sakijo!        | 14 d'abril de 2006 |
| 5       | 水着と美少女とマッチョな先生。                           | Swimsuits, A Hot Girl, And A Macho Teacher       | 1 de maig de 2006  |
| 6       | 亀裂。                                                   | Rift                                             | May 8, 2006        |
| 7       | 間違って教え子をナンパすると大変なことになるという実例。 | A Terrible Example of the Consequences...        | 15 de maig de 2006 |
| 8       | ウチらも昔は若かった。～バック・トゥ・ザ・数年前～       | Long Ago, We Were Young Too                      | 22 de maig de 2006 |
| 9       | さらば!香田あかり。                                      | Farewell! Akari Kouda                            | 29 de maig 2006    |
| 10      | メガネ!メガネ!メガネ!                                    | Glasses! Glasses! Glasses!                       | 5 de juny de 2006  |
| 11      | 咲女悲恋譚。～想い、歳月を超えて～                       | Tales of Tragic Love At Sakijo                   | 12 de juny de 2006 |
| 12      | バカ、果てしなくバカ。                                   | Stupidity, Never Ending Stupidity                | 19 de juny de 2006 |

## Cançons
- Openings (inici)

1. Kirameku cantat per yozuca*

- Endings (final)

1. incl. cantat per meg rock

## ISBN
Traducció anglesa publicada per ComicsOne
- Volum 1: ISBN 1-58899-200-4
- Volum 2: ISBN 1-58899-201-2

Traducció anglesa publicada per Dr. Master Productions Inc.
- Volum 3: ISBN 1-58899-202-0
- Volum 4: ISBN 1-59796-084-5
- Volum 5: ISBN 1-59796-058-6
- Volum 6: ISBN 1-59796-059-4
- Volum 7: ISBN 1-59796-051-9
- Volum 8: ISBN 1-59796-052-7
- Volum 9: ISBN 1-59796-005-5 (28 de març de 2008)